# Host Europe Group
Die Host Europe Group Ltd. mit Hauptsitz in Hayes (England) ist ein Hosting-Anbieter, der seit April 2017 Teil der GoDaddy Group ist.

## Unternehmensbeschreibung
Host Europe Group (HEG) wurde 1997 gegründet, agierte aber in den ersten Jahren mehrfach unter anderem Namen (z. B. Host Europe WVS Limited) und ist nach eigenen Angaben Europas größter Hosting-Anbieter in privatem Besitz. Sie verwaltet über 5 Millionen registrierte Domains und bietet mehr als einer Million Kunden Domain-Registrierungen, Webhosting-Pakete, Managed Hosting- und Cloud Hosting-Lösungen sowie eine Auswahl an Software-as-a-Service-Lösungen.
Mit den Marken 123-reg, Webfusion, Heart Internet, BrandFortress, Host Europe, Domainbox, Domainmonster, Domainfactory, DonHost, Sign-Up.to, velia.net und RedCoruna ist die Host Europe Group auf den Märkten Großbritannien, Deutschland, Österreich, Schweiz, Rumänien und Spanien präsent. Host Europe betreibt zwei carrierneutrale Rechenzentren mit einer Kapazität für rund 24.000 Server an unterschiedlichen Standorten in Köln und ein Rechenzentrum in Straßburg. Der Kundenstamm der deutschen Tochter umfasst nach eigenen Angaben über 200.000 Geschäfts- und Privatkunden aus Deutschland, Österreich und der Schweiz.

## Unternehmensgeschichte
Die Gründer des Unternehmens, welches ursprünglich One-2-One GmbH hieß, waren Mike Behrendt und Uwe Braun. Mike Behrendt war bis zum Verkauf 2001 an die Host Europe plc alleiniger Geschäftsführer des Unternehmens. 2001 trat Patrick Pulvermüller als Vertriebsleiter und Prokurist in die Host Europe GmbH ein. Ab 2004 leitete er als zweiter Geschäftsführer neben Uwe Braun den operativen Betrieb, die Produktentwicklung sowie das Produktmanagement der Host Europe GmbH. Nach dem Austritt von Uwe Braun aus dem Unternehmen (2010) wurde Patrick Pulvermüller operativer Geschäftsführer.

Altes Logo

Neues Logo nach der GoDaddy Übernahme

Die Host Europe GmbH war bis 2008 eine Tochtergesellschaft der am AIM notierten Aktiengesellschaft PIPEX Communications plc. Nach der Zerschlagung der PIPEX-Gruppe wurde die Host Europe GmbH mit drei anderen ehemaligen PIPEX-Töchtern in der Host Europe WVS Limited zusammengefasst, einer hundertprozentigen Tochter von Oakley Capital. Am 15. September 2010 gab Oakley Capital nach 2 Jahren Haltedauer den Weiterverkauf der Host Europe WVS Limited an Montagu Private Equity zum nahezu doppelten Einstandspreis von 265 Mio. Euro bekannt.
2013 wurde die Host Europe Group für 509 Mio. Euro an die Beteiligungsgesellschaft Cinven verkauft.
Mit dem Kauf der Telefónica Online Services, der Hosting-Tochter von Telefónica Germany im September 2013, baute Host Europe ihr Portfolio um weitere Portal-Services aus, die unter dem Markennamen Host Europe Solutions vertrieben werden. Durch gezielte Akquisitionen sollte die Marktposition von Host Europe in Deutschland weiter ausgebaut werden und so wurde Ende Oktober 2013 das Webhosting-Unternehmen domainfactory GmbH gekauft. Im August 2014 wurde die Unternehmensgruppe um das auf Online-Marketing (E-Mail, SMS & Social Marketing) spezialisierte Unternehmen Sign-Up.to erweitert. Zuletzt wurde im Dezember 2014 der Server-Anbieter Intergenia mit den dazugehörigen Marken Server4you, Plusserver, Serverloft, Unmetered.com und Internet24.de aufgekauft.

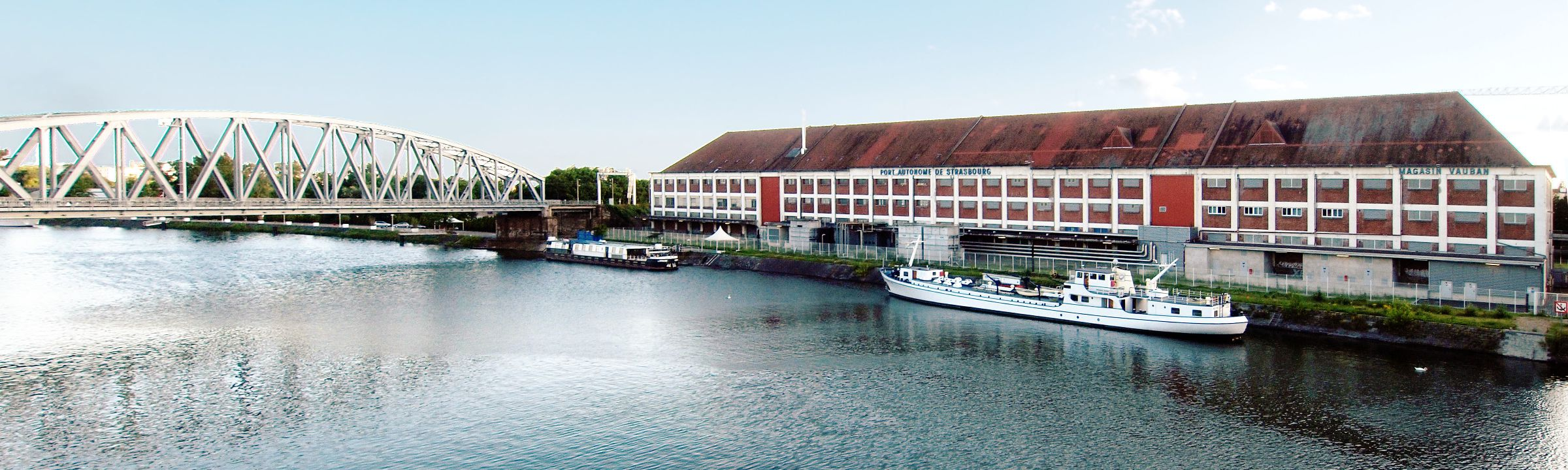
Das datadock in Straßburg

Im Oktober 2015 gab Host Europe bekannt, alle dedizierten und virtuellen Server, die bisher in einem Rechenzentrum in Köln gehostet wurden, Ende 2015 in ein Rechenzentrum in Straßburg umzuziehen. Shared-Hosting-Produkte sollen in Köln bleiben, sämtliche gehosteten Produkte der Konzerntochter Domainfactory sollen 2016 folgen. Dies führte zu breiter Kritik auf Kundenseite, da viele Kunden datenschutzrechtliche Bedenken gegenüber einem Serverstandort außerhalb Deutschlands haben.
Im Dezember 2016 veröffentlichte GoDaddy eine Pressemitteilung, in der sie ankündigten, die Host Europe Gruppe für 1,69 Milliarden Euro zu kaufen. Mit dem Abschluss des Verkaufs im April 2017 beabsichtigt GoDaddy die Marke Host Europe Group als GoDaddy EMEA zu integrieren.